# Mont Muir
Pour les articles homonymes, voir Muir.
Le mont Muir, en anglais : Mount Muir, est un sommet culminant à 4 271 mètres d'altitude dans le centre de la Californie, dans l'Ouest des États-Unis. Il fait partie de la sierra Nevada et se situe à proximité du mont Whitney, le point culminant du massif et le plus haut sommet du pays en dehors de l'Alaska. Il est constitué de granite. Il est nommé en l'honneur de John Muir, un des naturalistes américains les plus célèbres. Il est gravi pour la première fois en 1919 par LeRoy Jeffers. La montagne est protégée par la réserve intégrale John Muir et la forêt nationale d'Inyo à l'est, tandis qu'elle est incluse dans le parc national de Sequoia à l'ouest.

## Toponymie
Le mont Muir est nommé en l'honneur de John Muir, un écrivain et naturaliste américain d'origine écossaise, fondateur du Sierra Club.

## Géographie

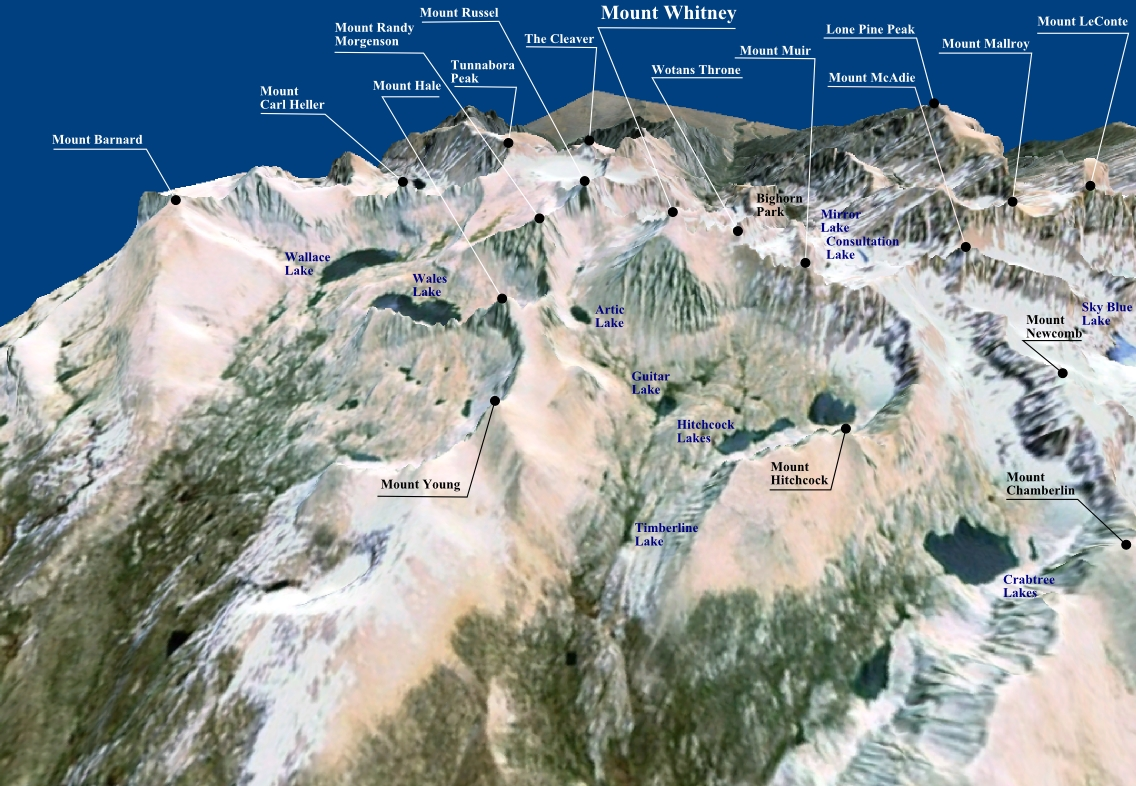
Représentation depuis l'ouest du mont Muir et des sommets alentour en trois dimensions.

Le mont Muir se situe dans l'Ouest des États-Unis, au centre de l'État de Californie, sur la limite entre les comtés de Tulare à l'ouest et d'Inyo à l'est. Il se trouve à 18 kilomètres à l'ouest de Lone Pine, à 100 kilomètres à l'ouest-nord-ouest de Visalia, tandis que Los Angeles est à 280 kilomètres au sud et Sacramento, la capitale de l'État, et San Francisco sont à environ 400 kilomètres au nord-ouest. Les côtes de l'océan Pacifique se trouvent à 270 kilomètres au sud-ouest. Il domine la vallée de l'Owens à l'est, où passe la route 395. Le sommet s'élève à 4 271 mètres d'altitude, dans la bordure orientale de la Sierra Nevada. Sa hauteur de culminance est de 91 mètres ; le sommet plus élevé le plus proche est l'aiguille Extra, à 800 mètres au nord, mais il est surtout situé 1 600 mètres au sud du mont Whitney, le point culminant du massif et plus haut sommet des États-Unis contigus. Le mont Muir domine plusieurs lacs glaciaires : à l'ouest les lacs Hitchcock qui alimentent le Whitney Creek, un affluent la rivière Kern ; à l'est le lac Consultation qui alimente le Lone Pine Creek, qui appartient au bassin de la rivière Owens mais dont les eaux sont intégralement détournées vers l'aqueduc de Los Angeles.
Le mont Muir est né du processus qui a formé la Sierra Nevada. Il est constitué de granite émis en profondeur au Crétacé. Durant le Néogène, le soulèvement de la chaîne le long de la faille normale qui la sépare de la province géologique de Basin and Range, à l'est, a permis la formation de glaciers et d'écoulements fluviaux qui ont participé à l'érosion et ont mis au jour le granite.

## Histoire
La première ascension du mont Muir est réussie par LeRoy Jeffers en 1919. La première hivernale est réalisée par Norman Clyde le 30 avril 1927. Le 11 juillet 1935, Nelson P. Nies et John D. Mendenhall ouvrent une voie dans la face nord du pilier oriental du mont Muir. La face sud de ce pilier est vaincue le 1er septembre de la même année par Arthur B. Johnson et William Rice.

## Activités

### Randonnée et ascension
Malgré sa hauteur de culminance inférieure à 300 pieds, le mont Muir est reconnu comme un « fourteener » par la Sierra Peaks Section et par les Western States Climbers.
L'approche vers le sommet se fait soit par le Mount Whitney Trail par l'est soit par le John Muir Trail par l'ouest. L'ascension se poursuit sur ce dernier après la jonction entre les deux sentiers. Pour gravir la partie finale, il faut quitter le sentier principal et entamer une ascension avec les mains, cotée 3 dans l'échelle américaine, sur le versant occidental jusqu'à la cime. L'ascension par l'est requiert un permis, délivré en nombre restreint par le Service des forêts des États-Unis durant la saison estivale afin de limiter la fréquentation.

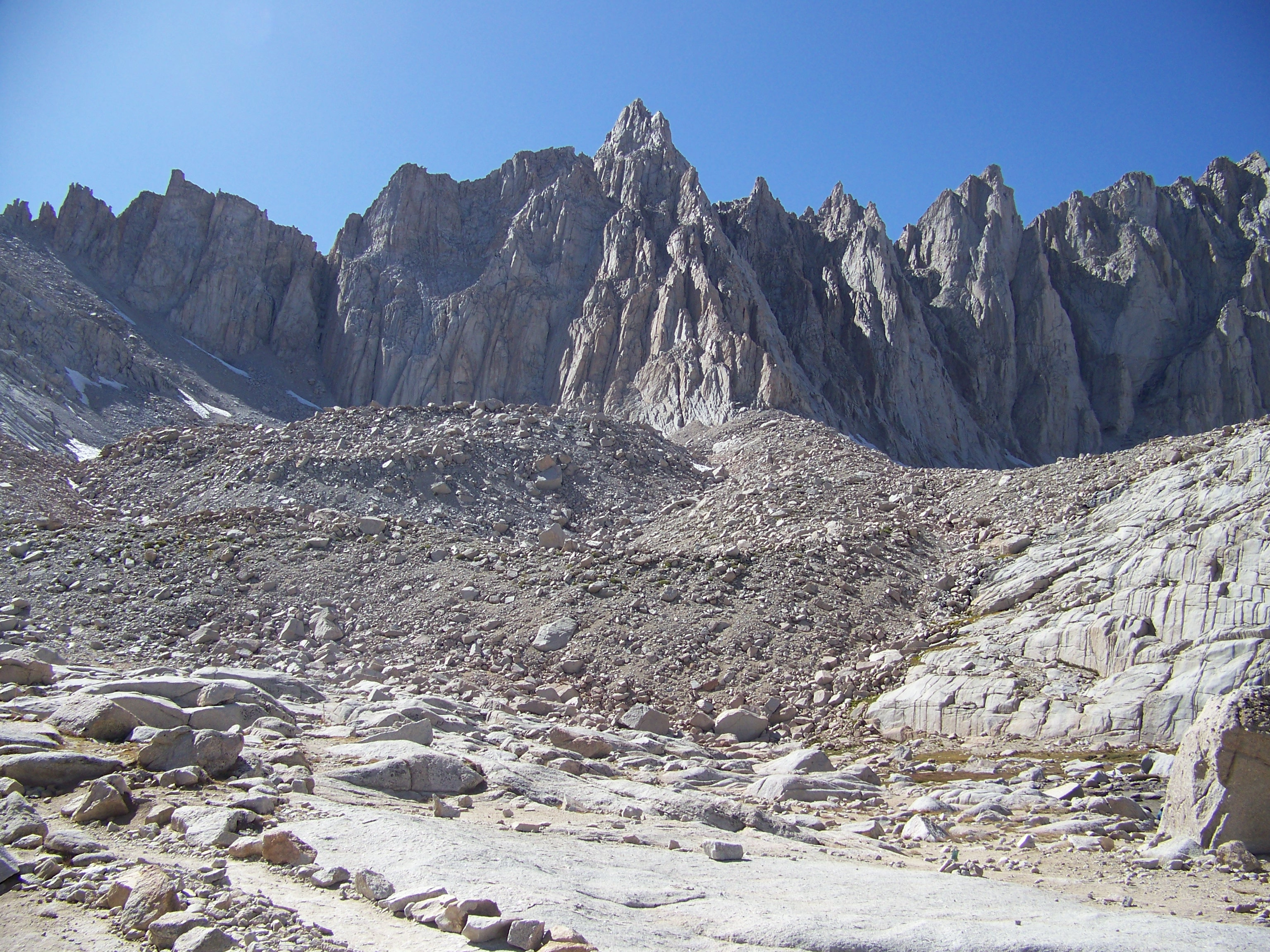
Vue de la face orientale du mont Muir.

Il est également possible d'escalader le mont Muir par le pilier oriental (East Buttress). Les voies sont cotées entre 4 et 5.9, et font plusieurs longueurs de cordes.

### Protection environnementale
Le versant oriental du mont Muir est protégé depuis 1964 au sein de la réserve intégrale John Muir (en anglais : John Muir Wilderness) dont la superficie a progressivement été portée à 2 639 km2, ce qui en fait la plus vaste de Californie. Elle dispose d'une continuité écologique avec la réserve intégrale Ansel Adams au nord-ouest, la réserve intégrale Dinkey Lakes et la réserve intégrale Sequoia-Kings Canyon à l'ouest, la réserve intégrale Monarch au sud-ouest et la réserve intégrale Golden Trout au sud,. La réserve a pour but de garantir un air et une eau purs, ainsi qu'un habitat préservé pour les plantes et les animaux rares et menacés. Elle autorise la pratique de la randonnée pédestre, du trekking, de l'escalade, du canoë-kayak, du rafting, de la randonnée équestre, de l'observation ornithologique ou encore de l'astronomie amateur mais interdit généralement tout type de véhicule à moteur et les groupes de plus de douze personnes. La réserve est gérée conjointement par la forêt nationale d'Inyo, dans sa partie orientale appartenant aux comtés d'Inyo — dont le mont Muir — et de Mono, qui a été créée en 1907 et couvre 7 455 km2, et par la forêt nationale de Sierra, dans sa partie occidentale appartenant aux comtés de Fresno et de Madera, qui a été créée en 1893 et couvre 5 309 km2.
Le versant occidental est protégé depuis 1919 au sein du parc national de Sequoia qui couvre 1 635 km2. Il est géré par le National Park Service.